# Alexander John Forsyth
Alexander John Forsyth (28 desembre 1769 – 11 juny 1843) fou un clergue Presbiterià escocès que va inventar l'encesa per percussió.
Armers com Joseph Manton havien inventat formes d' ignició més fiables, com el pany de tub el 1814. L'artista Joshua Shaw va dissenyar el que avui es coneix com el pistó de percussió, que va patentar als Estats Units el 1822, ja que Forsyth havia amenaçat als seus rivals a Gran Bretanya amb prendre accions legals . Aquestes noves formes d'encesa van ser tant populars entre els caçadors durant el període de Regència, que van acabar convertint els seus antics i confiables flintlocks.

## Vida
Va ser educat al King's College, Aberdeen, i va succeir al seu pare com a ministre de Belhelvie el 1791.
Mentre caçava l'ànec salvatge, no estava satisfet amb la seva escopeta flintlock per raó del seu llarg temps de bloqueig (el retard entre el moment en què es llibera el gallet am el sílex i el temps en què la càrrega principal de la pólvora comença a cremar);; Abans de què els perdigons deixessin el canó, l'animal objectiu podia sentir el soroll que feia el gallet al picar contra el rastell i tenia temps de volar, submergir-se o córrer abans de ser tocat. Va patentar el seu pany d'ampolla el 1807; es tractava d'un petit contenidor omplert amb fulminat de mercuri
Durant les Guerres napoleòniques Forsyth va treballar en el seu disseny a la Tower Armories. Però va ser acomiadat, quan es va nomenar un nou mestre general d'Ordnance ; Alguns experiments havien tingut resultats destructius i el nou mestre general no volia veure destruït l'Arsenal principal de Gran Bretanya.
Napoleó Bonaparte va oferir a Forsyth una recompensa de 20,000£ si cedia la seva invenció a França, però Forsyth s'hi va negar. L'armer francès Jean Lepage va desenvolupar una forma d'ignició similar el 1807 basada en el disseny de Forsyth, encara que no va ser perseguit.